# Желтура
Желтура (рос. Желтура) — село Джидинського району, Бурятії Росії. Входить до складу Сільського поселення Желтуринське.
Населення — 427 осіб (2015 рік).